# Taulis

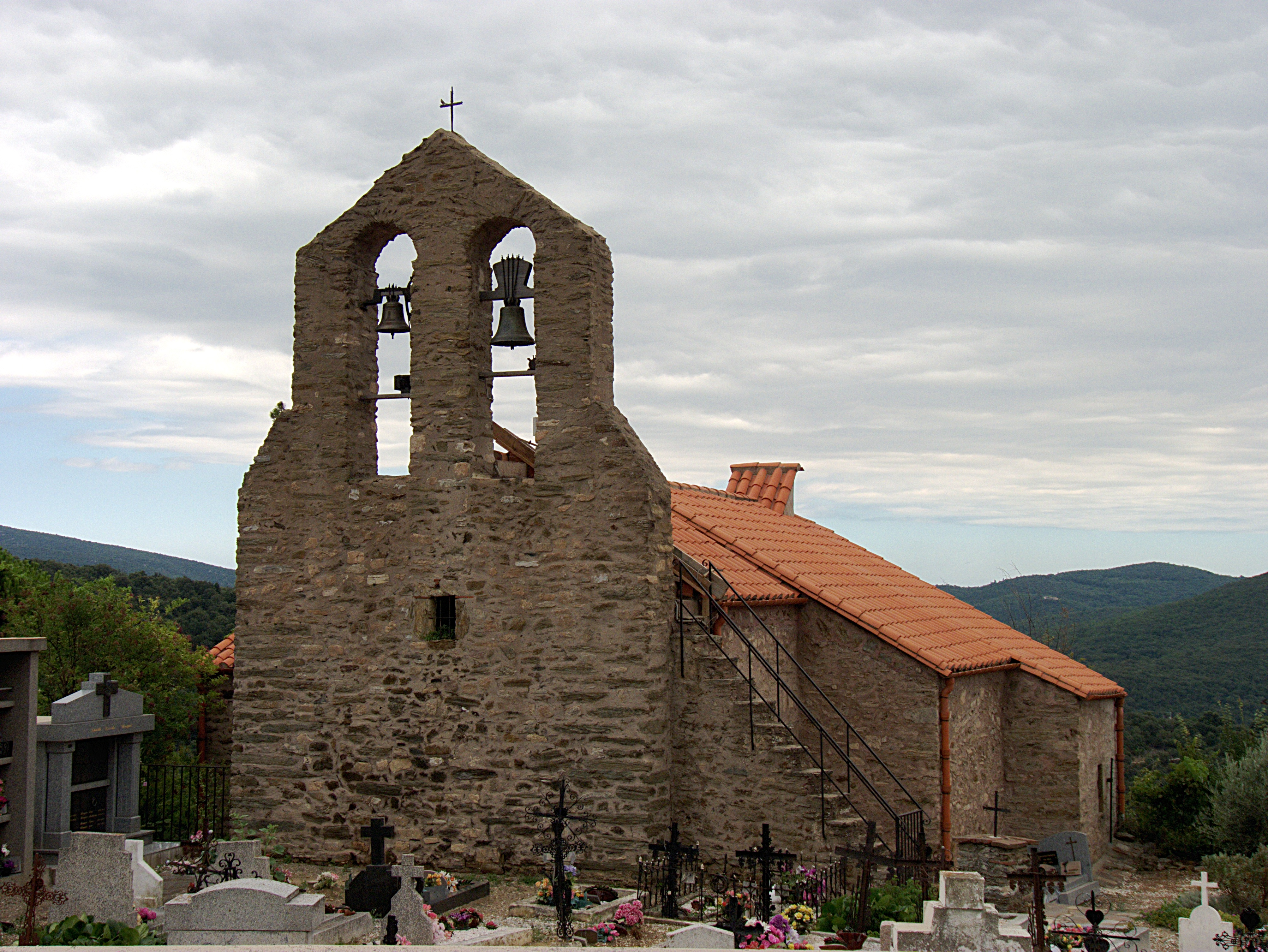
Kościół parafialny św. Jana Ewangelisty z XVII wieku w Taulis (2011)

Taulis – miejscowość i gmina we Francji, w regionie Oksytania, w departamencie Pireneje Wschodnie.
Według danych na rok 1990 gminę zamieszkiwały 84 osoby, a gęstość zaludnienia wynosiła 14 osób/km² (wśród 1545 gmin Langwedocji-Roussillon Taulis plasuje się na 817. miejscu pod względem liczby ludności, natomiast pod względem powierzchni na miejscu 966.).

## Populacja

Populacja Taulis w latach 1962–2008